# Los Pinos, San Juan Bautista Tuxtepec
Los Pinos är en ort i Mexiko.   Den ligger i kommunen San Juan Bautista Tuxtepec och delstaten Oaxaca, i den sydöstra delen av landet, 300 km sydost om huvudstaden Mexico City. Los Pinos ligger 45 meter över havet och antalet invånare är 187.
Terrängen runt Los Pinos är platt åt nordost, men åt sydväst är den kuperad. Runt Los Pinos är det ganska glesbefolkat, med 40 invånare per kvadratkilometer. Närmaste större samhälle är Tuxtepec, 8,8 km nordost om Los Pinos. Omgivningarna runt Los Pinos är en mosaik av jordbruksmark och naturlig växtlighet.